# 希望谷水库
希望谷水库是位于南澳大利亚希望谷的一座容量为2.84千兆升（6.2亿英制或7.5亿美制加仑）的水库。该水库位于南澳大利亚州阿德莱德市郊。
此水库完工于1873年，为阿德莱德当时所建的第二座水库；也是在南澳大利亚州内使用至今的最早期水库之一。 它占地52公顷（128英亩） ，并保有950米（3,117英尺）长的粘土质屏障。托伦斯河的水通过隧道和水渠流入该水库。袋鼠溪和米尔布鲁克水库的水也流经该河流。